# Parafia św. Mikołaja w Gronowie
Parafia Świętego Mikołaja w Gronowie – parafia rzymskokatolicka z siedzibą w Gronowie, znajdująca się w diecezji toruńskiej, w dekanacie Kowalewo Pomorskie.
Do parafii należą wierni z miejscowości: Gronowo, Brzezinko, Brzeźno, Gronówko, Kamionki Małe, Młyniec Pierwszy, Rogówko.